# Directorio web
Un directorio web, también llamado directorio de enlaces o directorio abierto, es un tipo de sitio web que contiene un directorio organizado de datos, imágenes o, más generalmente, enlaces a otros sitios web. Los directorios web, contrariamente a los motores de búsqueda, se caracterizan por estar estructurados en categorías y subcategorías. Habitualmente, los directorios web permiten a los webmasters o creadores de sitios web que informen de su sitio para que sea incluido, y después los editores autorizados revisan esas solicitudes antes de incluir sus enlaces para comprobar que se adecúan a los requisitos de aceptación determinados por el directorio web.

## Tipos de directorios
Los directorios web pueden clasificarse atendiendo a diferentes criterios. Así, en función de su coste, los hay gratuitos o de pago; conforme a la correspondencia o reciprocidad entre los enlaces, en recíprocos o no recíprocos; de acuerdo a su especialización, en generales o temáticos; según su área geográfica, en globales o locales; y asimismo, en lo que respecta al tiempo de admisión y puesta en funcionamiento de los enlaces, en directorios de inclusión inmediata o de revisión y aprobación por un administrador. En la actualidad, existen scripts que facilitan a los webmasters la creación de estos directorios; entre los más populares destacan eSyndiCat, PHP Link Directory, phpMyDirectory, etc.
Entre los directorios web generalistas más conocidos pueden mencionarse el Yahoo! Directory (inactivo desde 2014) y DMOZ (inactivo desde 2017). En la actualidad, los directorios web supervivientes son pequeñas bases de datos especializadas en temas concretos; ya no son tan populares, aunque por su facilidad de inclusión son una buena alternativa. Los grandes repertorios generalistas ya han sido definitivamente reemplazados por motores de búsqueda, principalmente el buscador de Google.
Los directorios web regionales integran en un mismo sitio a comercios, servicios, empresas o participantes de determinado sector, enfocándose en un territorio comercial en específico, creando de esta manera una comunidad que facilita la navegación, localización y mercadeo. Estos directorios promueven el crecimiento económico del sector al que están enfocados, ya que posibilitan al usuario descubrir proveedores que desconocía que existieran y, con ello, resolver una necesidad de compra.
Los directorios web son plataformas en línea que organizan y clasifican enlaces a otros sitios web en categorías y subcategorías. Estos directorios permiten a los webmasters o creadores de sitios web solicitar la inclusión de sus sitios en la lista del directorio, y los editores autorizados revisan y aprueban estas solicitudes. Los directorios web pueden ser gratuitos o de pago, recíprocos o no recíprocos, y pueden tener enfoques generales o temáticos, abarcando áreas geográficas globales o locales. Algunos directorios web también ofrecen opciones de inclusión inmediata, mientras que otros requieren una revisión y aprobación por parte de un administrador. Sin embargo, en los últimos años, los directorios web han perdido popularidad en comparación con los motores de búsqueda, ya que estos últimos ofrecen resultados más actualizados y completos. A pesar de ello, aún existen directorios web especializados y regionales que son utilizados en contextos específicos, brindando a los usuarios la posibilidad de descubrir proveedores o servicios en nichos particulares, lo que contribuye al crecimiento económico de esos sectores.

### Lista de tipos de directorios web
1. Directorios gratuitos: Son aquellos en los que los webmasters pueden solicitar la inclusión de sus sitios web sin tener que pagar por ello.
2. Directorios de pago: Requieren un pago por parte de los webmasters para que sus sitios web sean incluidos en el directorio. Estos directorios suelen ofrecer servicios adicionales y una mayor visibilidad a los sitios web que pagan.
3. Directorios recíprocos: En estos directorios, los webmasters deben colocar un enlace de vuelta al directorio en su sitio web a cambio de que su sitio sea incluido en el directorio. Es decir, se establece una reciprocidad entre los enlaces.
4. Directorios no recíprocos: En estos directorios, los webmasters pueden solicitar la inclusión de sus sitios web sin necesidad de colocar un enlace de vuelta al directorio.
5. Directorios temáticos: Son aquellos que se especializan en un tema o industria en particular, y organizan los enlaces en categorías y subcategorías relacionadas con ese tema específico.
6. Directorios generales: Cubren una amplia gama de temas y categorías, sin tener un enfoque específico. Son más amplios y abarcan diversas temáticas.
7. Directorios locales: Se enfocan en una ubicación geográfica específica, como una ciudad, región o país. Son ideales para encontrar información local o para promover negocios y servicios en una determinada área geográfica.
8. Directorios de inclusión inmediata: Los sitios web pueden ser incluidos en el directorio de manera rápida y sin necesidad de revisión por parte de un administrador.
9. Directorios de revisión y aprobación: Los sitios web son revisados por editores autorizados antes de ser incluidos en el directorio. Este proceso puede llevar más tiempo, pero asegura una mayor calidad y relevancia de los enlaces.
10. Directorios web regionales: Son aquellos que integran en un mismo sitio a comercios, servicios, empresas o participantes de un sector específico en una ubicación geográfica determinada. Ayudan a crear comunidades locales y facilitan la navegación y localización de proveedores en una región específica.

Es importante tener en cuenta que los directorios web han perdido popularidad en los últimos años, y los motores de búsqueda, como Google, se han vuelto la opción principal para encontrar información en línea. Sin embargo, aún existen directorios web especializados y regionales que pueden ser útiles en contextos específicos, como la búsqueda de proveedores o servicios en nichos particulares.

###### El panorama actual de los directorios web en Internet: una perspectiva global
Es difícil proporcionar una cifra exacta del número de directorios web existentes en Internet, ya que la cantidad de directorios puede variar constantemente debido a la aparición de nuevos directorios y la desactivación de otros. Además, la popularidad y la relevancia de los directorios web también ha disminuido en los últimos años con el auge de los motores de búsqueda y otras formas de descubrimiento de sitios web. Sin embargo, aún existen numerosos directorios web en línea, tanto gratuitos como de pago, que cubren una amplia gama de temas, industrias y geografías. Estos directorios web pueden ser globales o locales, generales o temáticos, y ofrecer diferentes opciones de inclusión y promoción de sitios web.

###### Declive de los directorios web: explorando las motivaciones detrás de su baja popularidad en la actualidad
Hay varias razones por las cuales los directorios web han perdido popularidad en los últimos años. Algunas de las principales razones son:
1. Evolución de los motores de búsqueda: Los motores de búsqueda han mejorado significativamente en términos de precisión, rapidez y exhaustividad en la búsqueda de información en línea. Los usuarios ahora confían más en los motores de búsqueda para encontrar resultados actualizados y completos, en lugar de depender exclusivamente de los directorios web.
2. Cambios en los algoritmos de búsqueda: Los motores de búsqueda, como Google, han modificado sus algoritmos de búsqueda para priorizar la relevancia y calidad del contenido en lugar de depender de la estructura y clasificación de los directorios web. Esto ha llevado a que los resultados de búsqueda sean más precisos y personalizados, lo que ha disminuido la necesidad de utilizar directorios web.
3. Exceso de información en Internet: La cantidad de información en línea ha crecido exponencialmente en los últimos años, lo que ha llevado a que los usuarios busquen formas más rápidas y eficientes de encontrar información relevante. Los directorios web, que a menudo ofrecen una estructura jerárquica y categorizada, pueden resultar limitados en comparación con los motores de búsqueda, que ofrecen resultados más actualizados y completos.
4. Cambio de comportamiento de los usuarios: Los usuarios en línea han cambiado sus comportamientos de búsqueda, optando por búsquedas más específicas y utilizando palabras clave más detalladas. Esto ha llevado a que los directorios web, que a menudo ofrecen una clasificación más general y amplia, sean menos utilizados.
5. Auge de las redes sociales y otras plataformas: Las redes sociales y otras plataformas en línea han ganado popularidad como formas de descubrir y compartir información en línea. Los usuarios ahora prefieren compartir y descubrir contenido a través de redes sociales, comunidades en línea y otras plataformas especializadas, en lugar de depender exclusivamente de los directorios web.

En resumen, los directorios web han perdido popularidad debido a la evolución de los motores de búsqueda, los cambios en los algoritmos de búsqueda, el exceso de información en línea, el cambio de comportamiento de los usuarios y el auge de las redes sociales y otras plataformas en línea.

###### La saturación del mercado de directorios web: Una explicación convincente sobre por qué han perdido popularidad
El mercado de los directorios web se ha vuelto altamente saturado debido a la proliferación masiva de sitios web en Internet. Con la creciente popularidad de la creación de sitios web y la facilidad de acceso a herramientas de construcción de sitios web, como plataformas de blogs y sistemas de gestión de contenido, el número de sitios web en línea se ha incrementado enormemente. Esto ha llevado a un aumento significativo en la competencia por la atención de los usuarios en el espacio digital.
Como resultado, los directorios web han visto una avalancha de solicitudes de inclusión de sitios web, lo que ha llevado a la proliferación de directorios de baja calidad con poco valor agregado. Además, con la evolución de los motores de búsqueda y su capacidad para indexar y clasificar millones de sitios web de manera eficiente, los usuarios han encontrado más conveniente y eficaz utilizar motores de búsqueda para encontrar información relevante en lugar de depender de directorios web.
La saturación del mercado de los directorios web también ha llevado a problemas de calidad, con muchos directorios que no realizan una revisión adecuada de los sitios incluidos, lo que resulta en una pérdida de confianza por parte de los usuarios. Además, los algoritmos de búsqueda de Google y otros motores de búsqueda han evolucionado para dar prioridad a la relevancia y calidad de los contenidos, lo que ha llevado a que los directorios web de baja calidad sean penalizados en los resultados de búsqueda.
En resumen, la saturación del mercado de los directorios web se ha producido debido a la proliferación de sitios web, la competencia por la atención de los usuarios, la baja calidad de muchos directorios y la evolución de los motores de búsqueda. Todo esto ha llevado a que los usuarios prefieran utilizar motores de búsqueda u otras fuentes más confiables y eficientes para encontrar información en línea, lo que ha contribuido a la disminución de la popularidad de los directorios web.

###### Optimizando directorios web: Cómo minimizar las penalizaciones para propietarios
Es importante que tomen las siguientes consideraciones los propietarios de directorios web para minimizar las posibles penalizaciones en términos de SEO. Se destaca la importancia de la calidad y relevancia de los enlaces, el cumplimiento de las directrices de los motores de búsqueda, la evitación de prácticas de spam, la gestión adecuada de los enlaces recíprocos, y mantener un enfoque centrado en el usuario y en la calidad del contenido del directorio. Esta guía busca ayudar a los propietarios de directorios a evitar sanciones y mejorar la visibilidad y reputación de sus sitios en los resultados de búsqueda para evitar penalizaciones y mantener la calidad de su directorio:
1. Políticas claras y transparentes: Establecer políticas claras y transparentes para la inclusión de enlaces en el directorio. Esto puede incluir requisitos de calidad, temáticas permitidas, restricciones de enlaces de pago, entre otros. Es importante asegurarse de que los sitios que se incluyan en el directorio cumplan con estas políticas.
2. Revisión y moderación: Implementar un proceso de revisión y moderación de los sitios que se agregan al directorio. Revisar manualmente los sitios para asegurarse de que cumplen con las políticas establecidas y que son relevantes para la temática del directorio. Esto ayuda a mantener la calidad y relevancia del directorio.
3. Evitar prácticas de spam: Evitar prácticas de spam, como la inclusión masiva de enlaces de baja calidad o enlaces irrelevantes. Estas prácticas pueden dañar la reputación del directorio y afectar su calidad.
4. Actualización y mantenimiento: Mantener el directorio actualizado y bien mantenido. Esto incluye eliminar enlaces rotos, actualizar la información de los sitios incluidos y asegurarse de que el directorio esté funcionando correctamente.
5. Promoción y marketing adecuados: Promover y comercializar el directorio de manera adecuada para atraer a sitios web de calidad y relevantes. Esto puede incluir estrategias de SEO, marketing en redes sociales, campañas de email marketing, entre otros.
6. Cumplimiento con las directrices de los motores de búsqueda: Asegurarse de que el directorio cumple con las directrices de los motores de búsqueda, como Google, para evitar posibles penalizaciones. Esto incluye no participar en prácticas de enlaces manipuladores o ilegítimos.

Siguiendo estas consideraciones, los dueños de directorios pueden mantener la calidad y reputación de su directorio, evitando posibles penalizaciones y atrayendo a sitios web de alta calidad y relevantes.

### Como colaboran con los usuarios de internet
Los directorios web colaboran con los usuarios al organizar y clasificar enlaces a sitios web en categorías y subcategorías, lo que facilita la navegación y localización de información en línea. Además, permiten descubrir nuevos sitios web y recursos, promover la comunidad local o temática, y ofrecer opciones de inclusión y promoción de sitios web. Algunos directorios web también realizan revisión y aprobación de sitios web para mantener la calidad y relevancia de los mismos en el directorio. En resumen, los directorios web son herramientas útiles para los usuarios al brindarles una forma organizada y estructurada de encontrar sitios web relevantes en diferentes categorías y subcategorías.

### Como colaboran al posicionamiento SEO
Los directorios web pueden tener un impacto positivo en el posicionamiento de las páginas web de varias maneras:
Generación de enlaces: Al incluir el enlace de un sitio web en un directorio web, se genera un enlace de retroceso o backlink. Los backlinks son importantes para el SEO (Optimización para Motores de Búsqueda) ya que son considerados como votos de confianza y autoridad por parte de otros sitios web. Los directorios web bien establecidos y de alta calidad pueden proporcionar enlaces de retroceso de calidad que pueden mejorar el perfil de enlaces de un sitio web, lo que a su vez puede tener un impacto positivo en su posicionamiento en los resultados de búsqueda.
Mayor visibilidad y exposición: Los directorios web suelen tener una estructura de categorías y subcategorías que permiten una organización temática y ordenada de los sitios web incluidos. Esto puede hacer que sea más fácil para los usuarios encontrar un sitio web en un nicho o industria específica. Al incluir un sitio web en un directorio relevante y bien seleccionado, se puede aumentar la visibilidad y exposición del sitio web a un público objetivo interesado en ese nicho, lo que puede resultar en un mayor tráfico y potencialmente mejores posiciones en los resultados de búsqueda.
Validación de autoridad y confianza: Ser incluido en directorios web de calidad y reputación puede ayudar a validar la autoridad y confianza de un sitio web. Los directorios web suelen tener criterios de aceptación y revisión de los sitios web incluidos, lo que significa que los sitios web que son aceptados y listados pueden ser percibidos como más confiables y legítimos por parte de los usuarios y los motores de búsqueda. Esto puede contribuir a una mejor percepción de la autoridad del sitio web y tener un impacto positivo en su posicionamiento en los resultados de búsqueda.
Es importante tener en cuenta que no todos los directorios web son iguales y que su impacto en el posicionamiento de las páginas web puede variar. Al seleccionar directorios web, es crucial optar por aquellos de calidad, relevantes para el nicho o industria del sitio web, y verificar si los enlaces que proporcionan son nofollow o dofollow, ya que esto puede influir en la autoridad que se transfiere al sitio enlazado. Además, es esencial asegurarse de seguir las mejores prácticas de SEO en general. Aunque los directorios web por sí solos no constituyen una estrategia completa de SEO, pueden ser una herramienta complementaria valiosa dentro de una estrategia integral de optimización para motores de búsqueda.